# Municipio de Chippewa (Ohio)
El municipio de Chippewa (en inglés: Chippewa Township) es un municipio ubicado en el condado de Wayne en el estado estadounidense de Ohio. En el año 2010 tenía una población de 10 212 habitantes y una densidad poblacional de 109,29 personas por km².

## Geografía
El municipio de Chippewa se encuentra ubicado en las coordenadas 40°56′39″N 81°42′15″O / 40.94417, -81.70417. Según la Oficina del Censo de los Estados Unidos, el municipio tiene una superficie total de 93.44 km², de la cual 92,87 km² corresponden a tierra firme y (0,61 %) 0,57 km² es agua.

## Demografía
Según el censo de 2010, había 10 212 personas residiendo en el municipio de Chippewa. La densidad de población era de 109,29 hab./km². De los 10 212 habitantes, el municipio de Chippewa estaba compuesto por el 97,84 % blancos, el 0,44 % eran afroamericanos, el 0,19 % eran amerindios, el 0,26 % eran asiáticos, el 0,36 % eran de otras razas y el 0,91 % eran de una mezcla de razas. Del total de la población el 1,11 % eran hispanos o latinos de cualquier raza.